# Euchromius gratiosellus
Euchromius gratiosellus là một loài bướm đêm trong họ Crambidae.